# Речь Милошевича на Косовом поле

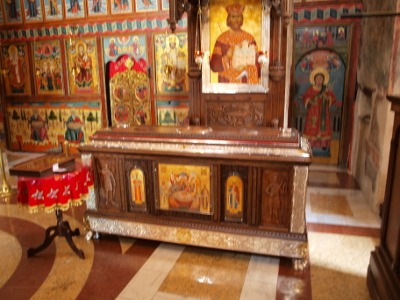
Саркофаг князя Лазаря; саркофаг возили по территориям, населенным сербами, за несколько месяцев до выступления Милошевича

28 июня 1989 года Слободан Милошевич, действовавший глава Социалистической Республики Сербия в составе СФРЮ, произнёс у монумента Газиместан на Косовом поле речь, которая стала центральным событием торжеств, посвященных 600-летию битвы на Косовом поле в 1389 году.
Речь была произнесена перед множеством собравшихся сербов на фоне нарастания этнической напряженности между этническими сербами и албанцами в Косове и роста политической напряженности между Сербией и другими республиками, входившими в состав СФРЮ.
Речь получила известность из-за упоминания Милошевичем возможности «вооруженных сражений» в будущем ради национального возрождения Сербии. Многие комментаторы назвали речь провозвестником краха Югославии и кровопролитных югославских войн. Позднее Милошевич утверждал, что его неправильно поняли.

## Отзывы
Хотя многие сербы тепло встретили речь, другие югославские нации, а также сербы, настроенные против Милошевича, отнеслись к ней с осторожностью. Националистические настроения, выраженные Милошевичем, были серьезным отклонением от идей покойного югославского лидера Иосипа Броз Тито и, как заметил Роберт Томас, «де-факто были символическим отрицанием наследия титоизма». Утверждение Милошевича о том, что сербы «освободили себя и, когда могли, они помогали и другим освободиться», некоторые рассматривали как приверженность насильственному изменению внутренних границ Югославии с целью создания Великой Сербии.
Британский журналист Маркус Таннер, посетивший Газиместан, сообщил, что «представители [Словении и Хорватии] … выглядели нервными и смущенными», и отметил, что излияние сербских националистических настроений «возможно, навсегда уничтожило любую возможность урегулирования в Косово».
Международные СМИ неоднозначно оценили выступление Милошевича. Многие комментаторы отметили беспрецедентный характер этого события и радикальный отход от антинационалистической идеологии Тито. Хотя тема взаимного уважения и демократии, отраженная в речи, была воспринята как «неожиданно примирительная» (как выразилась британская The Independent), был также отмечен контраст между риторикой Милошевича и реальностью его политики в отношении косовских албанцев..
Многие комментаторы задним числом истолковали эту речь как закодированное заявление Милошевича о том, что он готов применить силу для продвижения интересов Сербии; аналитик журнала The Economist Тим Юда, освещавший события в Косово, предположил, что Милошевич упомянул «вооруженные сражения» в попытке запугать других югославских лидеров, которые, присутствовавших при произнесении речи. Однако в своих показаниях в Международном уголовном трибунале по бывшей Югославии Милошевич отверг эту точку зрения.
Американский психолог Стивен Пинкер привёл речь Милошевича в качестве примера использования исторической памяти пострадавшей стороны, что потенциально может приводить к новым конфликтам для «восстановления справедливости».